# Mike Pyke
Pour les articles homonymes, voir Pyke.
Pas d'image ? Cliquez ici

a Compétitions nationales et continentales officielles uniquement.

b Matchs officiels uniquement.
Dernière mise à jour le 19 octobre 2011.
Michael Pyke est un joueur de rugby à XV international canadien, né le 24 mai 1984 à Victoria (Colombie-Britannique). Il évolue au poste d'ailier ou comme arrière (1,98 m pour 100 kg).
Il est également, depuis 2009, joueur de football australien.

## Carrière

### En club
- 2005-2006 : Edinburgh Gunners
- 2006[2]-2008 : US Montauban

En 2006, il dispute la Ligue Celtique avec les Edinburgh Gunners.
En 2009, il part en Australie s'essayer au football australien, où il évolue avec les Sydney Swans.

### En équipe nationale
Il a connu sa première titularisation internationale le 27 mai 2004, à l’occasion d’un match contre l'équipe des États-Unis.

## Palmarès
(au 19 octobre 2011)
- 22 sélections avec l'équipe du Canada
- 40 points (6 essais, 2 transformations, 2 pénalités)
- Sélections par année : 4 en 2004, 3 en 2005, 7 en 2006, 7 en 2007, 1 en 2008

En coupe du monde :
- 2007 : 4 sélections (Pays de Galles, Fidji, Japon, Australie)